# Projet Diana
Le Projet Diana est une expérience conduite en 1946 par une unité du United States Army Signal Corps (corps de transmission de l'US Army), consistant à envoyer un signal radio vers la Lune et à mesurer le signal retour réfléchi sur sa surface.

## Motivation
Avant l'expérience, il n'existe pas de consensus scientifique sur la possibilité d'échanger des ondes radios entre la surface terrestre et l'espace, en traversant l'ionosphère. Cette question a des implications scientifiques, commerciales, mais aussi militaires : alors que les missiles balistiques sont en plein développement, est-il possible de les détecter par radar alors qu'ils sont hors de l'atmosphère ? Le centre de recherche de  Camp Evans, créé dans les années 1930 pour la recherche sur le radar, est chargé d'expérimenter sur le sujet. Le colonel John H. DeWitt Jr. (1906 - 1999), pionnier de la radio, se voit confier le projet et décider de tenter une expérience utilisant la Lune comme réflecteur radio.

## Matériel utilisé
L'antenne est construite sur la base d'un SCR-271, radar de veille aérienne de la Seconde Guerre mondiale, profondément modifiée pour l'occasion. L'émetteur produit une impulsion qui dure un quart de secondes, centrées à une fréquence  de 110 MHz. L'ancienne ne peut être réglée qu'en azimut, ainsi l'expérience ne peut être tentée que deux fois par jour (pendant deux périodes de quarante minutes), lorsque la Lune est à la bonne élévation. Le récepteur est réglé à une fréquence légèrement différente de celle de l'émetteur, pour prendre l'effet Doppler en compte.

## Succès et retentissement
L'expérience est couronnée de succès le 10 janvier 1946. Pour la première fois, la possibilité de communiquer par radio avec l'espace est démontrée, un préalable à l'exploration spatiale. C'est aussi la première fois qu'un autre corps céleste est étudié de façon « active ». Le projet, qui porte le nom de la déesse Diane, a inauguré la tradition qui consiste à puiser dans le champ lexical de la mythologie romaine pour nommer les projets de recherche américains liés à l'espace.

## Gallerie d'images

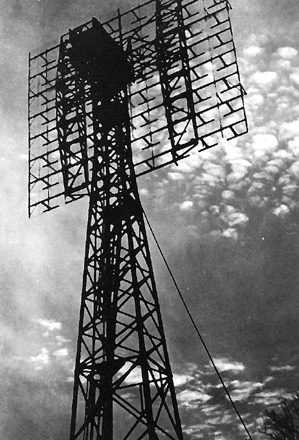
L'antenne construite pour le projet.
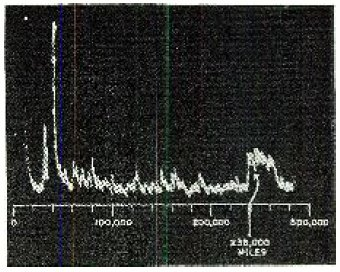
L'écran de l'oscilloscope qui a enregistré le signal.
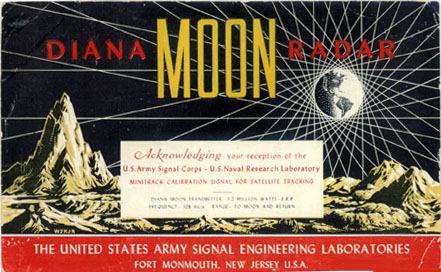
Carte QSL du projet.